# Subdivisões de Timor-Leste
O território de Timor-Leste é constituído pela metade oriental da ilha de Timor, a ilha de Ataúro, a norte da costa de Díli, o ilhéu de Jaco, no extremo leste, e o enclave de Oe-Cusse Ambeno, na costa norte do território indonésio. O total do território perfaz uma área de aproximadamente 15 mil km², possui uma população estimada em quase 955 mil habitantes, com uma média de 5 habitantes por família, e tem por capital a cidade de Díli.

## Divisão administrativa portuguesa
Em 1908, Portugal dividiu o território timorense em 15 comandos militares, encarregues também da administração civil, descentralizando-a. Uma década mais tarde a metrópole criou as primeiras circunscrições civis, desmembrando o monopólio do poder militar, cuja necessidade havia terminado com a assinatura da Sentença Arbitral de 1914 com a Holanda.
Só em 1940 é criado o primeiro  concelho  – o concelho de Díli –, tendo a partir de então coexistido concelhos e circunscrições até à elevação da última circunscrição (Oe-Cusse Ambeno) a concelho, em Agosto de 1973. Em meados da década de 60, a administração portuguesa assentava em 11 concelhos, Bobonaro, Cova Lima, Liquiçá, Ermera, Díli, Ainaro, Same, Manatuto, Baucau, Viqueque e Lautém; e numa circunscrição, o enclave de Oe-Cusse Ambeno. As fronteiras destas divisões são quase idênticas às dos actuais municípios, com três diferenças: o concelho de Aileu foi, nos últimos anos da administração portuguesa desmembrado do de Díli; e, sob a administração indonésia, o subdistrito de Turiscai passou do distrito de Ainaro para o de Manufahi, em troca do de Hato Udo, que passou a pertencer a Ainaro.

## Municípios

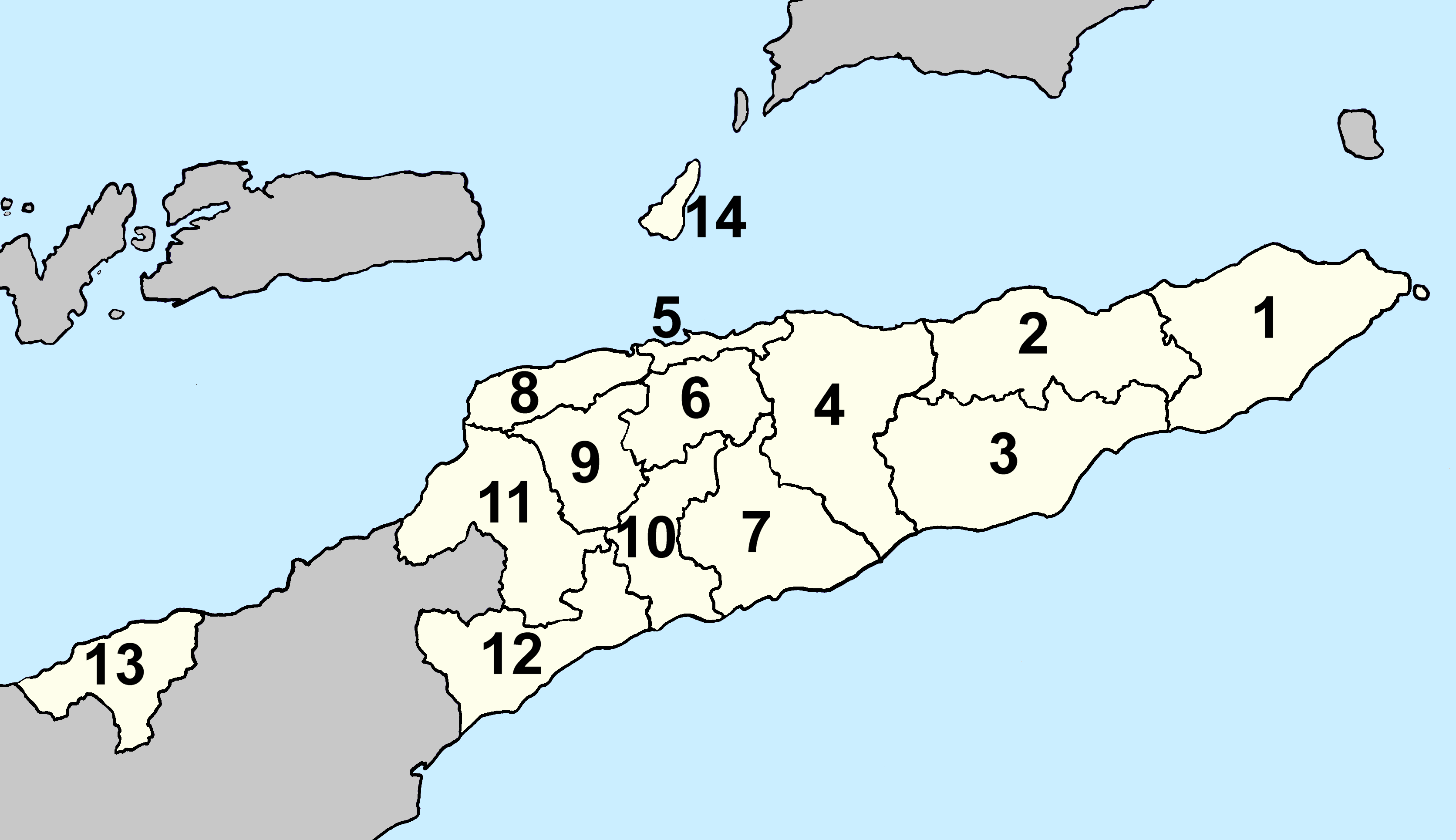
Municípios de Timor-Leste

Em termos administrativos, Timor-Leste encontra-se dividido em 14  municípios (arcaico: distritos): Ilha Atauro, Bobonaro, Liquiçá, Díli e Baucau, na costa norte; Cova Lima, Ainaro, Manufahi e Viqueque, na costa sul; Manatuto e Lautém, da costa norte à costa sul; Ermera e Aileu, situados no interior montanhoso; e Oe-Cusse Ambeno, enclave no território indonésio. Os actuais 14 municípios de Timor-Leste mantêm os limites dos 13 concelhos existentes durante os últimos anos do regime português, com excepção do município de Ataúro, que foi desmembrado do município de Díli em 1 de Janeiro de 2022. Cada um destes municípios possui uma cidade capital e é formado, por sua vez, por postos administrativos, variando o número destes entre três e sete, numa média de cinco postos administrativos por município.
De entre todos os municípios de Timor-Leste, é Viqueque que apresenta uma área maior (884 km²) e Díli dimensões menores (364 km²). De uma maneira geral, os municípios do território mais centrais apresentam uma dimensão menor, e os municípios localizados junto à fronteira e na zona leste apresentam áreas superiores à média.
Em termos demográficos, é o município de Díli que apresenta maiores valores totais –- 120 mil habitantes –-, e Aileu é o município com menor população, muito embora possua uma área superior ao dobro da de Díli.

## Postos Administrativos
1Fatumean, 2Fatululic, 3Maucatar, 4Hatu-Builico, 5Letefoho, 6Ermera, 7 Railaco, 8Liquiçá, 9Dom Aleixo, 10Vera Cruz, 11Laulara, 12Nain Feto, 13Cristo Rei, 14Manatuto, 15Barique, 16Uatucarbau
Os 66 postos administrativos (arcaico: subdistritos) inscritos nos 14 municípios possuem, cada um, igualmente uma localidade capital e subdivisões administrativas, os sucos, que variam entre 2 a 18 por posto administrativo.
O maior posto administrativo é o de Lospalos, em Lautém, com 635 km², e o menor é Nain Feto, em Díli, com 6 km². A localização geográfica destes postos administrativos evidencia a tendência de uma maior segmentação administrativa nas zonas central e ocidental do território de Timor-Leste.
Fato Lulique, sendo um dos postos administrativos mais pequenos, é o menos povoado, com cerca de 2 mil habitantes. Naturalmente, os postos administrativos que apresentam maiores valores demográficos são os que compõem o município de Díli, mais particularmente os que englobam a cidade capital do país, destacando-se Dom Aleixo, com 35 mil habitantes.

## Sucos

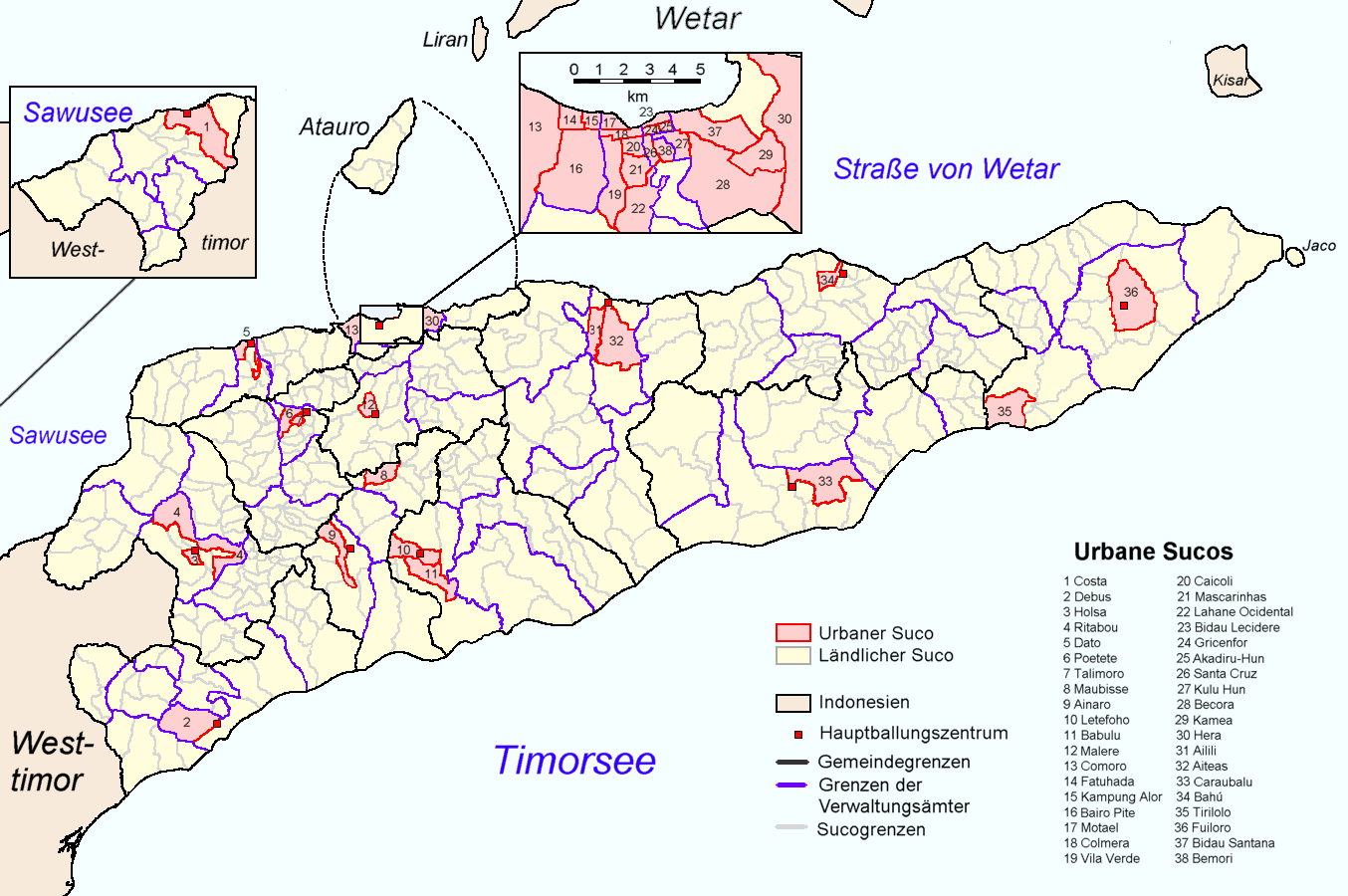
Sucos de Timor-Leste

A menor divisão administrativa de Timor-Leste é o suco: existem 452 sucos no território, numa média de 7 por posto administrativo.
O município de Baucau é o que possui um maior número de sucos, 59, e o município de Ainaro o que apresenta menos divisões, 21 sucos. Muito embora tal facto se deva à dimensão dos próprios municípios, a verdade é que Ainaro possui metade da área de Baucau, mas apenas um terço das suas divisões administrativas.
Analisando a média distrital de número de sucos por postos administrativos, os municípios mais centrais salientam-se como os mais segmentados administrativamente. Aileu e Ermera possuem a média mais elevada, 31 sucos por município, e Ainaro e Oe-Cusse Ambeno apresentam a média mais baixa, 5 sucos por posto administrativo.
Também em valores absolutos são os postos administrativos mais centrais e montanhosos que apresentam um maior número de sucos: Aileu, município de Aileu, e Bobonaro, município de Bobonaro, são compostos por 18 divisões cada um; contrariamente, os postos administrativos de Hato Udo, em Ainaro, e Tutuala, em Lautém, ambos perto da costa e com um relevo suave, possuem apenas dois sucos cada um.
No que respeita às dimensões, os maiores sucos encontram-se localizados nos municípios mais orientais de Timor-Leste, com supremacia para Laline, no posto administrativo de Lacluta, município de Viqueque, com 212 km². Os 31 sucos de menores dimensões encontram-se situados no município de Díli, assemelhando-se a bairros, com áreas compreendidas entre 2 km² e 6 ha.
A população não se distribui uniformemente pelos vários sucos. Entre os sucos com população inferior a 500 habitantes, encontram-se dois dos quatro que integram o posto administrativo de Fatululik, em Cova Lima, um dos quais, com apenas 136 habitantes, é considerado o suco menos povoado de Timor-Leste.
Como seria de esperar, de entre os sucos com valores demográficos superiores a 5 mil habitantes, vários pertencem ao município de Díli, maioritariamente ao posto administrativo de Dom Aleixo. Contudo, o suco com maior população absoluta, quase 10 mil habitantes, é Fuiloro, em Lospalos, Lautém.
| Município       | Sucos | Aldeias |
| --------------- | ----- | ------- |
| Aileu           | 33    | 139     |
| Ainaro          | 21    | 131     |
| Baucau          | 59    | 281     |
| Bobonaro        | 50    | 194     |
| Cova Lima       | 30    | 148     |
| Díli            | 36    | 241     |
| Ermera          | 52    | 277     |
| Lautém          | 34    | 151     |
| Liquiçá         | 23    | 134     |
| Manatuto        | 31    | 103     |
| Manufahi        | 29    | 137     |
| Oe-Cusse Ambeno | 18    | 63      |
| Viqueque        | 36    | 234     |